# Fort Minor: We Major
Fort Minor: We Major è l'unico mixtape del gruppo musicale statunitense Fort Minor, pubblicato il 30 ottobre 2005 dalla Machine Shop Recordings.

## Descrizione
Missato e presentato da DJ Green Lantern, si tratta di un prequel dell'album di debutto The Rising Tied, pubblicato il 22 novembre dello stesso anno, e presenta sia brani dei Fort Minor che altri realizzati da altri artisti, come Styles of Beyond, Apathy e Lupe Fiasco.
Nel 2006, il mixtape è stato ristampato con una copertina differente e con l'aggiunta di una bonus track, ovvero un remix del singolo Where'd You Go realizzato dagli Styles of Beyond.

## Tracce
1. Green Lantern Intro – 1:33
2. Fort Minor – 100 Degrees – 3:05
3. Fort Minor & Styles of Beyond – Dolla – 3:05
4. Apathy, Mike Shinoda and Tak of Styles of Beyond – Bloc Party – 2:39
5. Ryu of Styles of Beyond, Juelz Santana and Celph Titled – S.C.O.M. – 3:30
6. Fort Minor – Remember the Name (feat. Styles of Beyond) (Funkadelic Remix) – 3:37
7. Styles of Beyond – Bleech (Jimi Remix) – 3:48
8. Ghostface, Mike Shinoda & Lupe Fiasco – Spraypaint & Inkpens – 4:06
9. Fort Minor – Petrified (Doors Remix) – 3:28
10. Styles of Beyond – Get It – 3:08
11. Fort Minor – Be Somebody (feat. Lupe Fiasco, Holly Brook and Tak of Styles of Beyond) – 3:12
12. Fort Minor – Respect 4 Grandma (feat. Styles of Beyond & Celph Titled) – 3:05
13. Fort Minor – There They Go (feat. Sixx John) (Green Lantern Remix) – 3:18
14. Apathy, Tak of Styles of Beyond and Celph Titled – All Night – 3:28
15. Linkin Park – Nobody's Listening (Green Lantern Remix) – 2:31
16. Fort Minor – Cover and Duck (feat. Styles of Beyond) – 4:54
17. Fort Minor – Remember the Name (feat. Styles of Beyond) (Album Version) – 3:11 – assente nell'edizione digitale
18. Fort Minor – Petrified (Album Version) – 2:46 – assente nell'edizione digitale
19. Outro – 0:49

## Formazione
- Mike Shinoda – voce, produzione (eccetto tracce 10, 12, 13 e 15)
- Scoop DeVille – produzione (tracce 10 e 12)
- DJ Green Lantern – produzione (tracce 13 e 15)